# Жовківський деканат
Жовківський деканат — колишня структурна одиниця Перемишльської єпархії греко-католицької церкви з центром в м. Жовква. Очолював деканат декан.

## Територія
В 1936 році в Жовківському деканаті було 15 парафій:
1. Парафія с. Глинсько;
2. Парафія с. Добрусин;
3. Парафія с. Желдець з філією в с. Воля Жовтанецька та приходом у с. Красічин, с. Теодорсгоф;
4. Парафія м. Жовква з філіями в Львівському передмісті, с. Воля Висоцька, с. Винники (передмістя), с. Оплітна;
5. Парафія с. Замочок з філією в с. Вязова;
6. Парафія с. Крехів з приходом у с. Монастир, с. Фійна, с. Гутисько, с. Провала, с. Горбовиця, с. Брище, с. Шабельня, с. Руда, с. Хами;
7. Парафія с. Кунин;
8. Парафія с. Кунинська Вілька з приходом у с. Червінець, с. Бащиця;
9. Парафія с. Мацошин з філією в с. Сопошин;
10. Парафія с. Мервичі;
11. Парафія с. Мокротин з приходом у с. Поляни, с. Майдан, с. Мокротин-Кольонія;
12. Парафія с. Пили;
13. Парафія с. Скварява Нова з філією в с. Скварява Стара та приходом у с. Гута Монастирська;
14. Парафія с. Смереків з філією в с. Блищиводи та приходом у с. Вербляни, с. Еренфельд;
15. Парафія с. Туринка.

### Декан
- 1936 — Мухнацький Яків у Мокротині.

### Кількість парафіян
1936 — 34 949 осіб.
Деканат було ліквідовано в 1946 р.